# Един Бавчић
Един Бавчић (Фоча, СФРЈ 5. јун 1984) је бивши босанскохерцеговачки кошаркаш. Играо је на позицији крилног центра.